# Церква архангелів Михаїла і Гавриїла (Феодосія)
Церква архангелів Михаїла і Гавриїла — пам'ятка архітектури, вірмено-католицький 15 століття у Феодосії, неподалік від церкви Сурб Саркіс.

## Історія
Збудована у 1408 році. Одна із перших вірмено-католицьких церков — її священики брали участь у Флорентійському соборі, який закріпив унію.
Храм відреставровано у 1967—1970 роках.

## Опис

### Архітектура
Будівлю зведено в традиціях вірменської культової архітектури Середньовіччя з елементами романського стилю. Матеріал — місцевий бутовий камінь, кути — з тесаного. Храм увінчано куполом на восьмигранному барабані. Декорована різьбленням шестигранна дзвіниця розташована з північного боку церкви.

### Інтер'єр
Збереглися фрагменти фресок і старовинна викладена плиткою підлога.